# Malo Polje (Han Pijesak)
Pour les articles homonymes, voir Malo Polje.
Malo Polje (en serbe cyrillique : Мало Поље) est un village de Bosnie-Herzégovine. Il est situé dans la municipalité de Han Pijesak et dans la république serbe de Bosnie. Selon les premiers résultats du recensement bosnien de 2013, il compte 61 habitants.

## Démographie

### Évolution historique de la population dans la localité
| 1948 | 1953 | 1961 | 1971 | 1981 | 1991 | 2013 |
| ---- | ---- | ---- | ---- | ---- | ---- | ---- |
| -    | -    | 285  | 244  | 189  | 121, | 61   |

|  |

### Répartition de la population par nationalités (1991)
En 1991, les 121 habitants du village étaient tous serbes.